# Blue Velvet (singolo)
Blue Velvet è un brano musicale di Tony Bennett, pubblicato dall'etichetta discografica Columbia nel 1951 nel singolo a 78 giri Blue Velvet/Solitaire. Il brano è stato scritto da Lee Morris insieme a Bernie Wayne ed è stato prodotto da Mitch Miller.

## Descrizione
Il brano non è stato, inizialmente, contenuto in nessun album dell'artista. Successivamente, è stato incluso nella raccolta dal titolo omonimo, pubblicata nel 1959.
Blue Velvet è stato scritto nel 1950 da Lee Morris insieme a Bernie Wayne ed ha raggiunto la 16ª posizione nella Billboard Best Selling Pop Singles Chart.

## Cover
Blue Velvet è stato inciso negli anni da diversi artisti molto noti come The Clovers, Bobby Vinton e Lana Del Rey, nonché lo stesso Bennett. Quest'ultimo ha riproposto la sua canzone in numerosi album, tra cui Duets II (2011) in cui duetta con la cantautrice canadese Kathryn Dawn Lang.

### Il brano
Blue Velvet è una cover interpretata dal cantante statunitense Bobby Vinton, pubblicata nell'agosto 1963 come singolo apripista dal suo sesto album in studio, Blue on Blue. Il singolo è stato prodotto da Bob Morgan.
La cover di Vinton è diventata la più popolare nel mondo, raggiungendo il primo posto nella Billboard Best Selling Pop Singles Chart (mantenendolo per tre settimane consecutive).

#### Classifiche
Nel 1990, la cover di Vinton ha debuttato alla sedicesima posizione nella Official Singles Chart ed ha poi raggiunto il secondo posto.
| Classifica (1963) | Posizione raggiunta |
| ----------------- | ------------------- |
| Stati Uniti       | 1                   |

### Cover di Lana Del Rey

#### Il brano
La cantautrice statunitense Lana Del Rey ha interpretato Blue Velvet in una cover, pubblicata il 20 settembre 2012 come singolo promozionale per la riedizione del suo secondo album, Born to Die - The Paradise Edition. È contenuta anche nel terzo EP della cantante, Paradise.

#### Tracce
Download digitale
1. Blue Velvet – 2:38 – (Lee Morris, Bernie Wayne)

#### Classifiche
| Classifica (2012) | Posizione raggiunta |
| ----------------- | ------------------- |
| Austria           | 40                  |
| Francia           | 40                  |
| Germania          | 49                  |
| Regno Unito       | 60                  |
| Spagna            | 44                  |
| Svizzera          | 42                  |

#### Pubblicazione
| Paese       | Data              | Formato           |
| ----------- | ----------------- | ----------------- |
| Francia     | 20 settembre 2012 | Download digitale |
| Germania    | 20 settembre 2012 | Download digitale |
| Regno Unito | 20 settembre 2012 | Download digitale |
| Stati Uniti | 25 settembre 2012 | Download digitale |